# カーボンバジェット

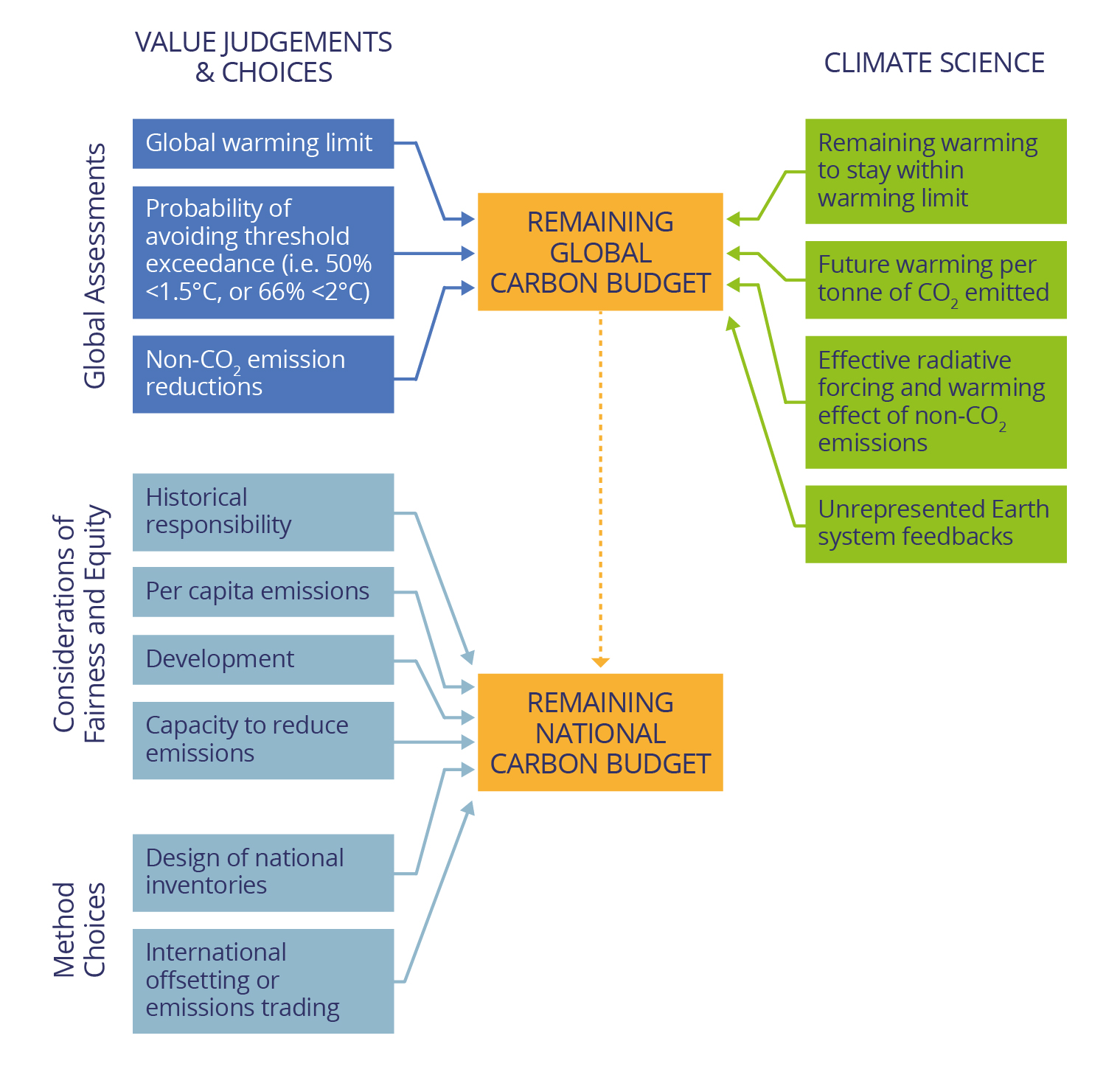
CONSTRAIN Zero InOnReportからの図。

カーボンバジェット (Carbon Budget) :炭素収支は、「他の人為的気候変動要因の影響を考慮に入れた上で、地球温暖化をある一定の確率下で、特定の気温上昇レベル以内に抑えることができる、累積CO2排出量の最大量」を指す。 産業革命以前の期間と比較して表される場合は「総炭素収支」とも呼ばれ、近年の基準年からの場合「残りの炭素収支」とも呼ばれる。 
地球温暖化の進行をある一定の気温上昇以下に抑える炭素収支は、排出収支、排出割当、または許容排出量とも呼ばれる。   
カーボンバジェットは、放射強制力や海面上昇などの他の関連する気候変数の目標とも関連する場合がある 。
炭素収支は、IPCC(気候変動に関する政府間パネル）などによる科学的証拠などによる、さまざまな要因の推定値を組み合わせて推計される。     
世界のカーボンバジェットは、国別、企業別に割当して試算することも可能であり、削減目標値の参考になる。
ただ割当方法については、国間の公平性の側面  、割当方法の選択などの問題をはらんでいる 。

## 推計

### 現在残っているカーボンバジェット
カーボンバジェットを試算している組織として、Global Carbon Project ・ Mercator Research Institute on Global Commons and Climate Change  ・ CONSTRAINプロジェクトなどが挙げられる。
「グローバルカーボンバジェット2021」 のカーボンモニターによるとCOVID-19-パンデミックにより2020年はCO2 排出量が減少したものの、2021年には再度増加に転じており、1.5°Cシナリオを満たすカーボンバジェットは残り9.5年であることを示した。 

### 今までの累積排出量
地球の気温上昇と累積二酸化炭素排出量の間にはぼ線形の関係がある。産業革命前から2019年の間に、世界での人為的CO2排出量の累計量は約2390-Gt-CO2 にものぼる。累計排出量は上位10カ国で97.3%を占めており、その内訳は、米国39.5%、中国11.2%、ロシア10.9%、ドイツ9.5%、イギリス8.2%、日本5.1%、フランス3.9%、カナダ3%、ウクライナ2.9%、世界の残りの国2.7%である。
カーボンバジェットの推計は推計方法、前提条件によってばらつきがある 。 IPCCによる最も権威のある炭素収支評価においても、推定値には温暖化の加速的な進行が含められていない可能性があるとしている    。  
| 平均の目標 地球の気温上昇 | 目標を下回る可能性 | カーボンバジェット (Gt-CO2) |
| ------------------------- | ------------------ | --------------------------- |
| 2°C目標                   | 83％               | 残り900                     |
| 2°C目標                   | 67％               | 残り1150                    |
| 2°C目標                   | 50％               | 残り1350                    |
| 1.5 °C目標                | 83％               | 残り300                     |
| 1.5 °C目標                | 67％               | 残り400                     |
| 1.5 °C目標                | 50％               | 残り500                     |

IPCC第6次評価報告書表5.8より。
1 GtC（炭素）= 3.66 GtCO2 

2019年の温室効果ガスの排出は52.4Gt-CO2/年。

## 二酸化炭素の除去
世界のCO2排出量をカーボンバジェット内に収めるためには、カーボンニュートラルまでCO2排出量をへらす必要がある。気候変動に関する政府間パネルの第6次評価報告書（AR6）では、どうしても削減が難しい  残存排出量をオフセットするため、直接空気回収技術などの二酸化炭素除去技術の活用が避けられない としている。